# Christian Saba
Christian Saba (Accra, 29 dicembre 1978) è un ex calciatore ghanese, di ruolo difensore.

## Carriera

### Club
Durante la sua carriera ha giocato principalmente con la seconda squadra del Bayern Monaco, con cui conta 338 presenze e 12 reti.

### Nazionale
Conta 4 presenze con la Nazionale ghanese.